# Wagnerina sichuanna
Wagnerina sichuanna är en loppart som beskrevs av Wu Houyong, Chen Jiaxian et Zhai Zhaohua 1983. Wagnerina sichuanna ingår i släktet Wagnerina och familjen mullvadsloppor. Inga underarter finns listade i Catalogue of Life.